# Sexy, Sexy, Sexy
"Sexy, Sexy, Sexy" é uma canção de 1973 escrita e gravada por James Brown. Aparece no filme Slaughter's Big Rip-Off e foi incluída em sua trilha-sonora. Foi também lançada como single, que alcançou o número 6 da parada R&B e número 50 da parada Pop. Robert Christgau analisou que a canção "vale dar uma ouvida", mas sua análise do álbum foi negativa. Esta canção tem semelhanças com um sucesso anterior de Brown de 1966, "Money Won't Change You" com a faixa original acelerada e letra diferente.